# Brachymyrmex antennatus
Brachymyrmex antennatus är en myrart som beskrevs av Santschi 1929. Brachymyrmex antennatus ingår i släktet Brachymyrmex och familjen myror. Inga underarter finns listade.